# .uy
.uy e интернет домейн от първо ниво за Уругвай. Администрира се от Servicio Central de Informatica. Представен е през 1990 г.

## Домейни от второ ниво
- .com.uy
- .edu.uy
- .gub.uy
- .net.uy
- .mil.uy
- .org.uy